# 12298 Brecht
12298 Brecht è un asteroide della fascia principale. Scoperto nel 1991, presenta un'orbita caratterizzata da un semiasse maggiore pari a 2,4238093 UA e da un'eccentricità di 0,2389921, inclinata di 8,19587° rispetto all'eclittica.